# 高松和傘

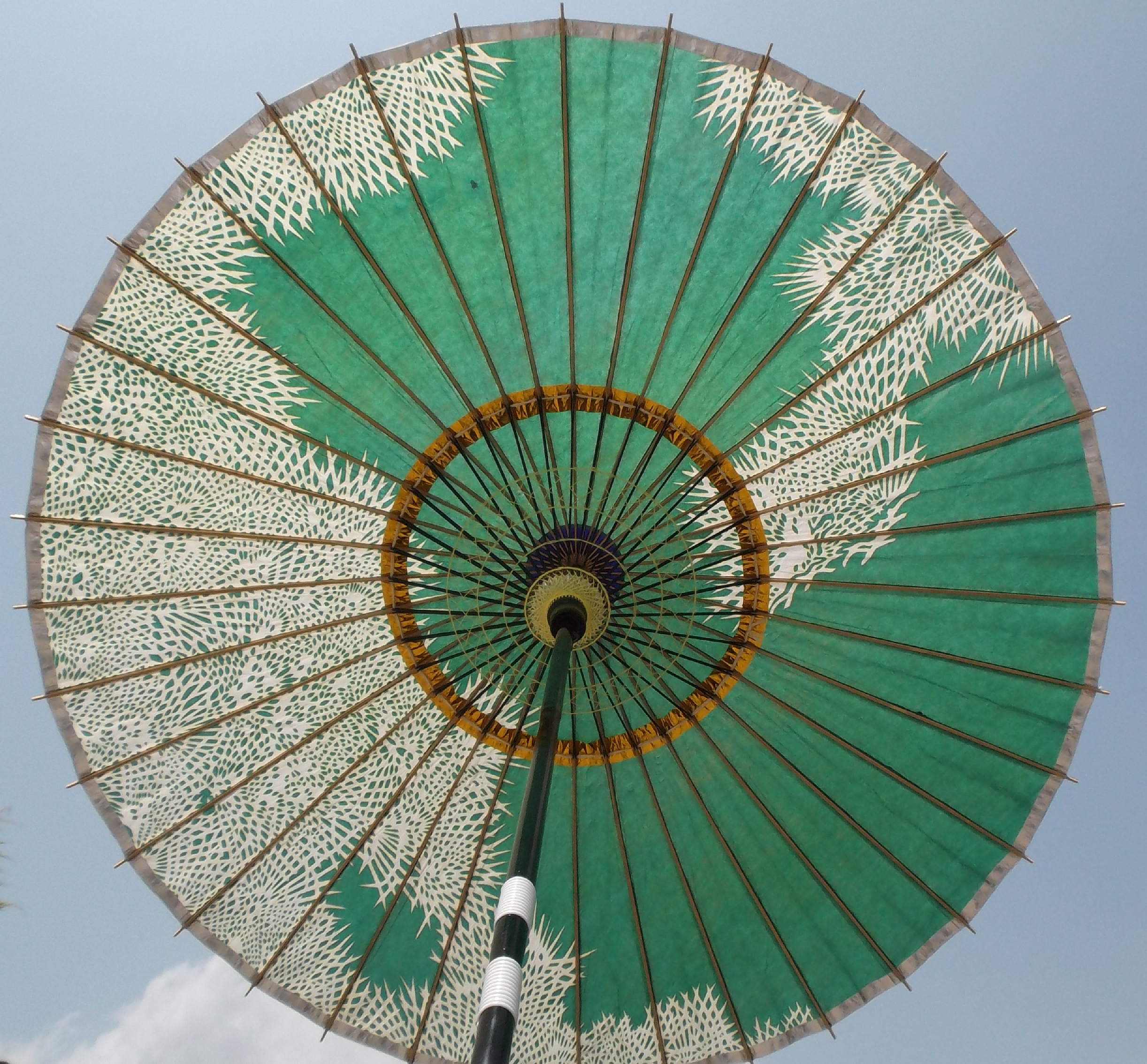
高松和傘

高松和傘（たかまつわがさ）は、香川県高松市で生産される和傘。香川県庁より県の伝統的工芸品に指定されている。

## 概要

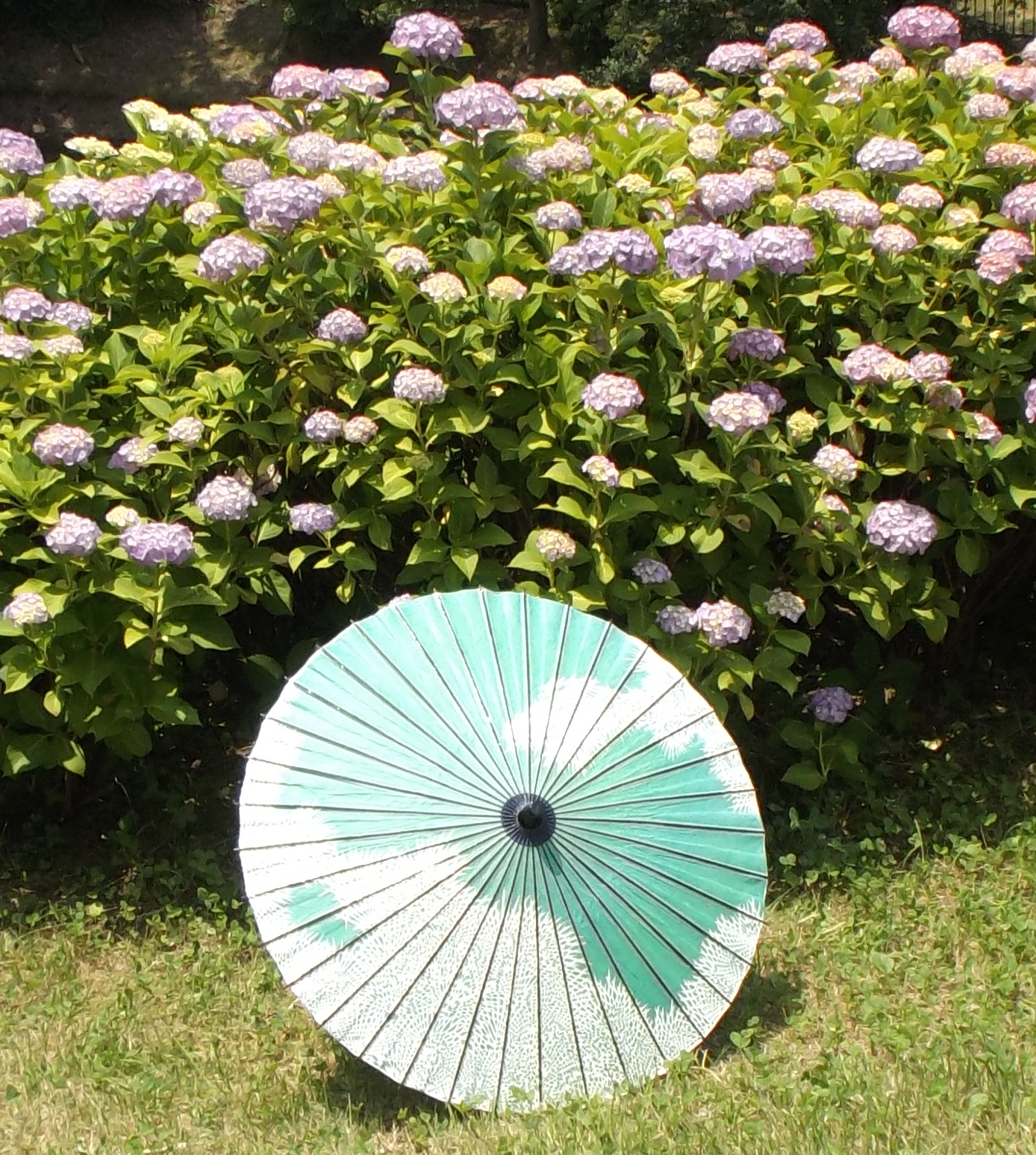
まんのう公園で撮影

高松和傘は、1887年（明治20年）- 1897年（明治30年）ごろに生産が始まった。岐阜県で生産されていた日傘（岐阜和傘）にならったとされるが、その内容は「絵付けの手法や色柄」についてで、和傘の生産自体はそれ以前から存在したと2012年現在も存在する業者は述べている。当時高松で生産されていた手漉き和紙と香川県・徳島県から得られる竹を材料として製造され、高松は一時期、国内有数の和傘産地であった。和傘生産は大正時代にピークを迎え、太平洋戦争後も100軒近くの生産業者が残っていたが、2012年時点では宮脇町の1業者のみが確認されている。傘の材料となる骨や紙の業者はすでに四国になく、現存する生産者は過去に調達して備蓄した材料を使用しているという。

## 特徴
和傘は通常、骨に細長い和紙を張り継いで製作するが、高松和傘では安価で大量生産するため、「胴紙」（どうがみ）と呼ばれる円形の紙を骨に張る簡略化の工夫がなされている。

## 種類
- 日傘
- 舞傘